# 米丘林斯克
52°53′N 40°29′E / 52.883°N 40.483°E

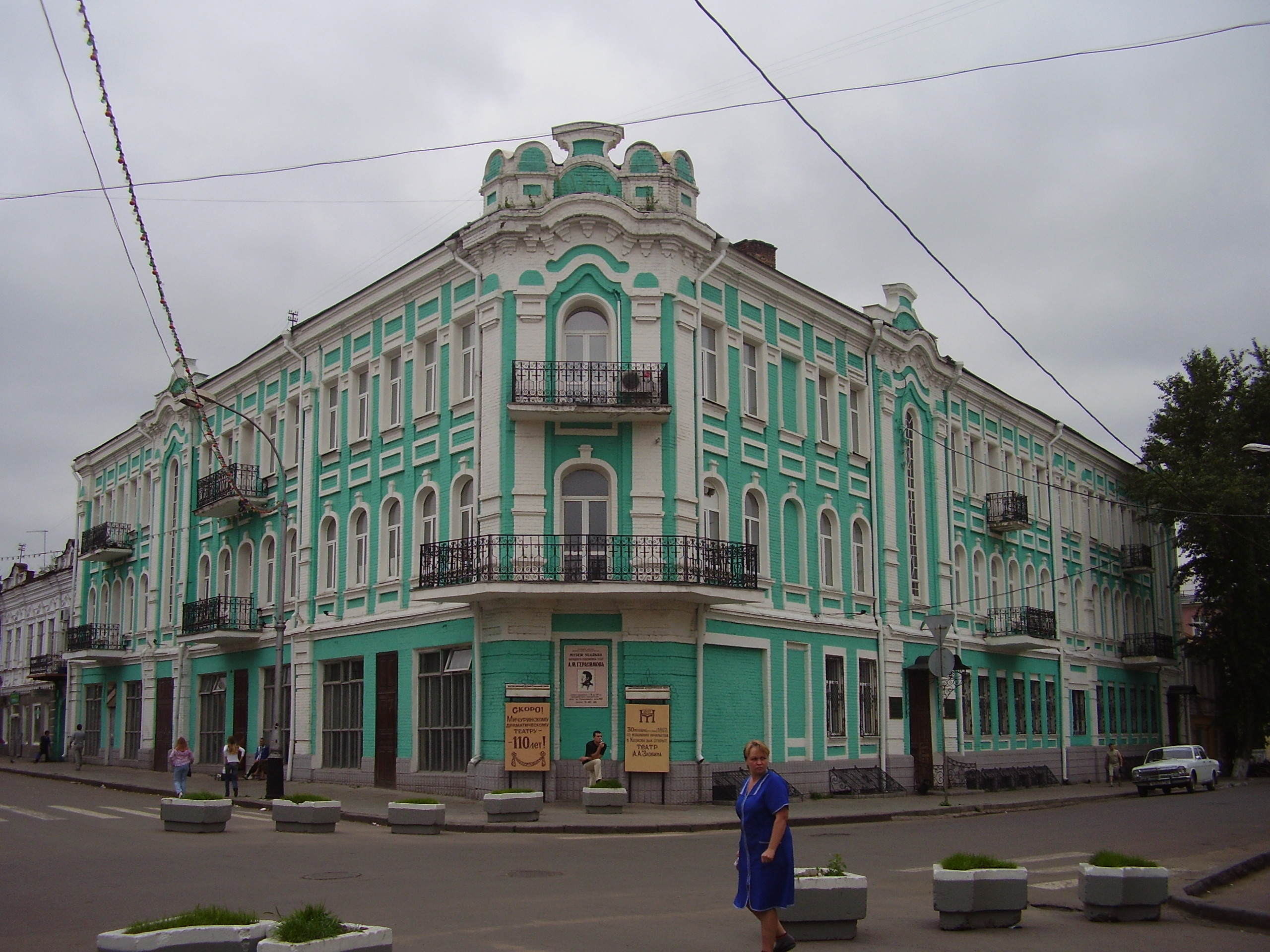

米丘林斯克（Мичу́ринск，1932年前稱為），是俄羅斯坦波夫州的一個城市，2002年人口96,093人。是該州第二大城市。
1635年建立，1779年設市。目前的城名是以蘇聯科學家伊凡·米丘林命名。